# Linha 10 do Trem Metropolitano de São Paulo
A Linha 10–Turquesa da CPTM compreende o trecho entre as estações Brás e Rio Grande da Serra. Até março de 2008, denominava-se Linha D–Bege.
O trecho da linha entre as cidades de São Paulo e Rio Grande da Serra corresponde ao trecho ferroviário mais antigo do estado que ainda se encontra em operação, já que a linha pertencia à São Paulo Railway, posteriormente Estrada de Ferro Santos-Jundiaí, a primeira ferrovia do estado.

## Histórico
A linha foi construída pela extinta São Paulo Railway (SPR), posteriormente Estrada de Ferro Santos-Jundiaí (EFSJ), tendo sido inaugurada em 16 de fevereiro de 1867. A linha é considerada "um dos marcos iniciais do desenvolvimento da cidade de São Paulo". No início do século 20, graças à construção de várias estações intermediárias entre as originais da SPR, iniciou-se a circulação de trens de subúrbio, inicialmente entre Pirituba e Mauá. Na década de 1940, a linha seria eletrificada, mas continuou a prestar serviços com carros de madeira puxados por locomotivas até 1957, quando a Santos–Jundiaí adquiriu os primeiros TUEs da antiga série 101 (posteriormente Série 1100 da CPTM). 
Em 1975, a linha passaria a ser administrada diretamente pela Rede Ferroviária Federal (RFFSA), que desde 1957 tinha a Santos–Jundiaí como uma de suas subsidiárias. Em 1984, passou para a Companhia Brasileira de Trens Urbanos (CBTU), que herdou todo o serviço de trens metropolitanos da Rede, serviço este que seria estadualizado em 1994, passando para as mãos da recém-fundada CPTM, a partir disso, a Linha Noroeste-Sudeste foi dividida em duas partes, Linha 7 Rubi (Antiga Linha A Marrom) entre Luz/Brás e Jundiaí, e Linha 10 Turquesa (Antiga Linha D Bege) entre Luz/Brás e Rio Grande da Serra, as duas linhas operaram de forma independente até 2021, quando foram reunificadas.
A linha contava com uma extensão operacional entre Rio Grande da Serra e Paranapiacaba, passando pela Estação Campo Grande. Antes de ser desativada, contava com quatro horários (dois de Rio Grande da Serra para Paranapiacaba e dois de Paranapiacaba para Rio Grande da Serra) com trens muito antigos e depredados com raras vezes de um trem da Linha 10 fazendo o trajeto Rio Grande da Serra e Paranapiacaba, passando pela estação Campo Grande. A extensão chegou ao fim em 2001, por falta de passageiros. Neste mesmo ano, houve um breve prolongamento do percurso até a Estação Barra Funda.
Até 2011 a linha percorria o trecho entre as estações Luz e Rio Grande da Serra. Com a inauguração da Estação Tamanduateí da Linha 2 do Metrô de São Paulo em 21 de setembro de 2010, em 2011, para melhorias operacionais da Linha 7 (Rubi) (Na Estação Luz, os embarques e os desembarques foram separados em duas plataformas, se utilizando a plataforma antes utilizada pela Linha 10), segundo a CPTM, a linha foi encurtada para o Brás, obrigando os passageiros que se deslocam para o centro a fazerem baldeação para a linha 11 (Coral) da CPTM ou linha 3 (Vermelha) do Metrô. A mudança gerou reclamações dos usuários da Linha 10.
Com a inauguração das estações Vila Prudente e Tamanduateí da Linha 2–Verde do Metrô, a Linha 10 da CPTM serviu de alça entre passageiros que se deslocam da Zona Sudeste de São Paulo para o Centro da cidade com mais praticidade, possibilitando o acesso, através da Linha 2, à Linha 1 e 4 do Metrô.

## Percurso

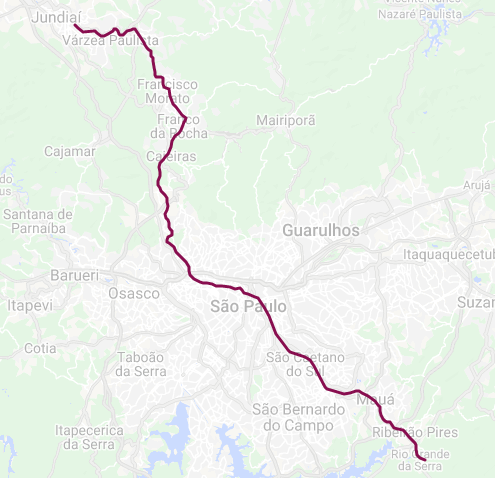
Mapa da Linha 7/10

As Linhas 7 e 10 atendem a circulação entre as estações Rio Grande da Serra e Jundiaí, passando pelos municípios de Ribeirão Pires, Mauá, Santo André, São Caetano do Sul, São Paulo (Zonas Sudeste, Central, Oeste, Noroeste), Caieiras, Franco da Rocha, Francisco Morato, Campo Limpo Paulista e Várzea Paulista — estes dois últimos já fora da Região Metropolitana de São Paulo.  
No serviço parador, o intervalo entre trens no período da manhã é de 10 minutos das 4 às 4h45, 5 minutos das 4h45 às 9h15 e após as 9h15 sobe para 8 minutos até o início do pico vespertino e noturno às 16h15, quando volta para o patamar de 5 minutos, o que se traduz em ofertas de aproximadamente 15 mil lugares/hora/sentido das 4 às 4h45, 30 mil lugares/hora/sentido das 4h45 às 9h15 e 17,5 mil lugares/hora/sentido das 9h15 às 16h15. Se houvesse redução para 3 minutos nos horários de pico, haveria ganho de 20 mil lugares/hora/sentido na oferta, totalizando 50 mil lugares/hora/sentido, algo que potencialmente poderia ser obtido com a instalação da sinalização CBTC (a Linha 10 espera, até o final de 2018, já operar com o sistema CBTC, necessário em vista de um aumento do número de usuários diários em todo o trecho de 260 mil para cerca de 500 mil pessoas, possibilitando ainda a redução do tempo de percurso entre Brás e Mauá, dos atuais 46 minutos para entorno de 20 minutos[carece de fontes?]).

### Serviços expressos

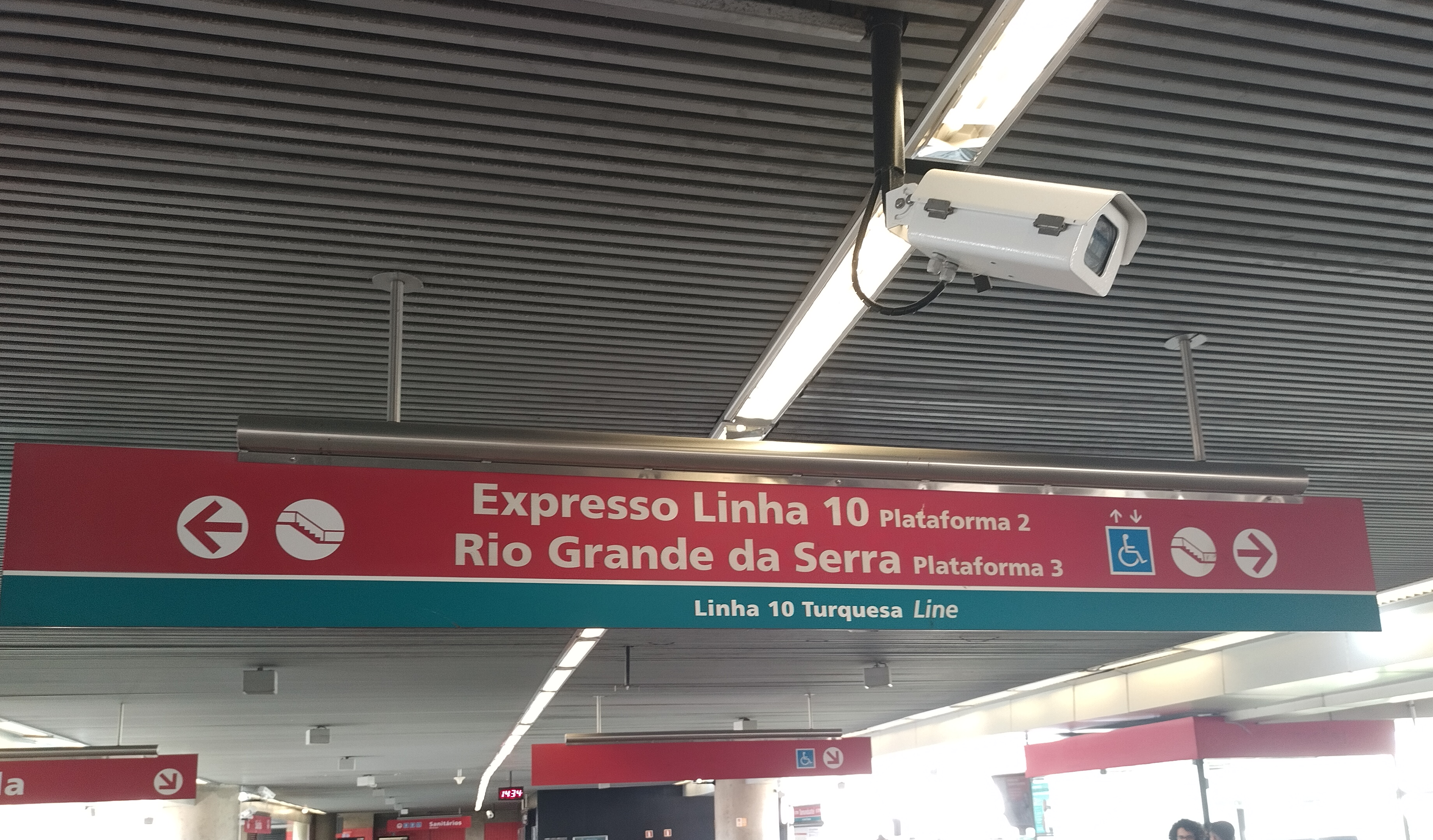
Placa na Estação Tamanduateí que indica a plataforma do Expresso Linha 10

O Expresso Linha 10 é um trem semi-expresso da Companhia Paulista de Trens Metropolitanos para a integração direta da região do ABC Paulista à Estação Tamanduateí. A linha usa o trilho central da já existente Linha 10, com paradas apenas na estação Tamanduateí, onde há integração com a Linha 2–Verde do Metrô e uma em cada município servido pela linha (Santo André e São Caetano do Sul). Estima-se que a velocidade média dos trens seja de cerca de 60 km/h. Trata-se de uma linha expressa de  trem com intervalos entre trens de 30 minutos no horário e sentido de pico, da Estação Prefeito Celso Daniel - Santo André (no ABC) até a Estação Tamanduateí (na cidade de São Paulo), com parada intermediária na Estação São Caetano do Sul - Prefeito Walter Braido, funcionando de segunda a sexta-feira, em horários específicos.
A partir de 6 de abril de 2019, foi lançado o Expresso Linha 10+, com funcionamento aos sábados, em horários já determinados, entre as estações da Luz e Prefeito Celso Daniel–Santo André, com três partidas em cada sentido e paradas intermediárias nas estações Brás, Tamanduateí e São Caetano do Sul–Prefeito Walter Braido. O trem operante nesse Expresso também roda no trilho central da Linha 10, assim como o Expresso durante os dias da semana. A partir de 10 de fevereiro de 2020, passou a operar o Expresso Educação Linha 10, efetuando a mesma viagem do Expresso Linha 10 em dias úteis, porém entre 22 e 23 horas.

### Reunificação (Serviço 710)
A partir de fevereiro de 2020 a CPTM elaborou um projeto para que esta linha fosse reunificada com a 7–Rubi, projeto que se concretizou em maio de 2021, com os trens voltando a fazer viagens diretas entre Jundiaí e Rio Grande da Serra, eliminando a necessidade de fazer transferência na Estação Brás, além de alternar as viagens completas com o loop entre Francisco Morato e Mauá.

### Fim do Serviço 710
No dia 29 de fevereiro de 2024, o governador do estado Tarcísio de Freitas realizou o leilão da concessão da linha 7 Rubi integrada ao projeto do novo Trem Intercidades - Eixo Norte, que ligará São Paulo à Campinas passando por diversas cidades do interior do estado. O vencedor do certame foi o consórcio C2 Mobilidade Sobre Trilhos, formado pelo Grupo Comporte e a chinesa CRRC. A previsão do novo operador assumir a operação da linha é de 18 meses após a assinatura do contrato; diante disso, a linha 10 Turquesa passará a prestar serviços no trajeto Rio Grande da Serra - Palmeiras-Barra Funda. Essa alteração no trajeto está prevista para ocorrer a partir de setembro de 2025, voltando ao mesmo caminho percorrido pela linha até 2011.

## Estações
| Sigla | Estação                                   | Município           | Comentários |
| ----- | ----------------------------------------- | ------------------- | --- |
| RGS   | Rio Grande da Serra                       | Rio Grande da Serra | - Acesso aos ônibus metropolitanos com destino a Paranapiacaba via Campo Grande. Operação gerida pela NEXT Mobilidade. - Integração tarifada. |
| RPI   | Ribeirão Pires–Antônio Bespalec           | Ribeirão Pires      | Acesso ao Terminal Urbano e Rodoviário de Ribeirão Pires. |
| GPT   | Guapituba                                 | Mauá                | |
| MAU   | Mauá                                      | Mauá                | - Durante o horário de pico, os trens operam de forma alternada: alguns utilizam a estação como ponto de retorno, enquanto outros seguem viagem — um com destino a Mauá e outro até Rio Grande da Serra. - Acesso ao principal terminal de ônibus municipais de Mauá. |
| CPV   | Capuava                                   | Mauá                | |
| PIR   | Pirelli                                   | Santo André         | Parada desativada desde 2006, há projetos para a reconstruir. Será substituída pela nova Estação ABC |
| SAN   | Prefeito Celso Daniel–Santo André         | Santo André         | É o ponto final do Expresso Linha 10. Chamava-se apenas Santo André até 2002 Acesso ao Corredor Metropolitano São Mateus–Jabaquara |
| PSA   | Prefeito Saladino                         | Santo André         | Acesso ao Terminal Rodoviário de Santo André (TERSA) |
| UTG   | Utinga                                    | Santo André         | |
| SCS   | São Caetano do Sul–Prefeito Walter Braido | São Caetano do Sul  | Acesso ao Terminal Urbano e Rodoviário de São Caetano do Sul. Integração gratuita com o Expresso Linha 10 |
| TMD   | Tamanduateí                               | São Paulo           | Integração gratuita com a Linha 2-Verde. Também é o ponto final do Expresso Linha 10 |
| IPG   | Ipiranga                                  | São Paulo           | Futuramente fará integração com a Linha 15-Prata |
| MOC   | Juventus–Mooca                            | São Paulo           | Se chamava Mooca até 2015 |
| BAS   | Brás                                      | São Paulo           | Integração gratuita com as linhas 3-Vermelha, 11-Coral, 12-Safira e (apenas no sentido Palmeiras-Barra Funda) 13-Jade (Expresso Aeroporto) |

MDU = média de passageiros embarcados por dia útil em cada estação, desde o início do ano. Nas estações com duas ou mais linhas o MDU representa a totalidade de passageiros embarcados na estação, sem levar em conta qual linha será utilizada pelo usuário.

### Frota
Atualmente, linha opera com trens das Séries 8500 e 9500. 
Mas a linha operou com trens das Séries 2100, no Expresso L10, e 7000 e 7500 entre 2018 e 2021, no serviço comum. 
Por conta da concessão das Linhas 8 e 9, a CPTM teve que realizar algumas mudanças em sua frota.
Atualmente, o trem da Série 3000 que circulava pelo Expresso L10, está fora de operação. Os trens das séries 7000 e 7500 que operavam no Serviço 710 foram remanejados para as linhas 8 e 9, com isso os trens da Série 8500 passaram a operar na linha. Já os poucos trens da Série 2100 passaram a operar somente no Expresso L10, até serem substituídos por completo e em caráter definitivo.
Os antigos trens da série Série 2100 foram desativados e substituídos pela Série 8500 no serviço expresso da Linha 10.
Com a concessão da linha 7, o serviço 710 será descontinuado, com isso os trens da serie 9500 sairão da linha. As concessões das linhas da CPTM podem causar muitas mudanças, por isso o futuro da frota da linha 10 é incerto.

## Galeria

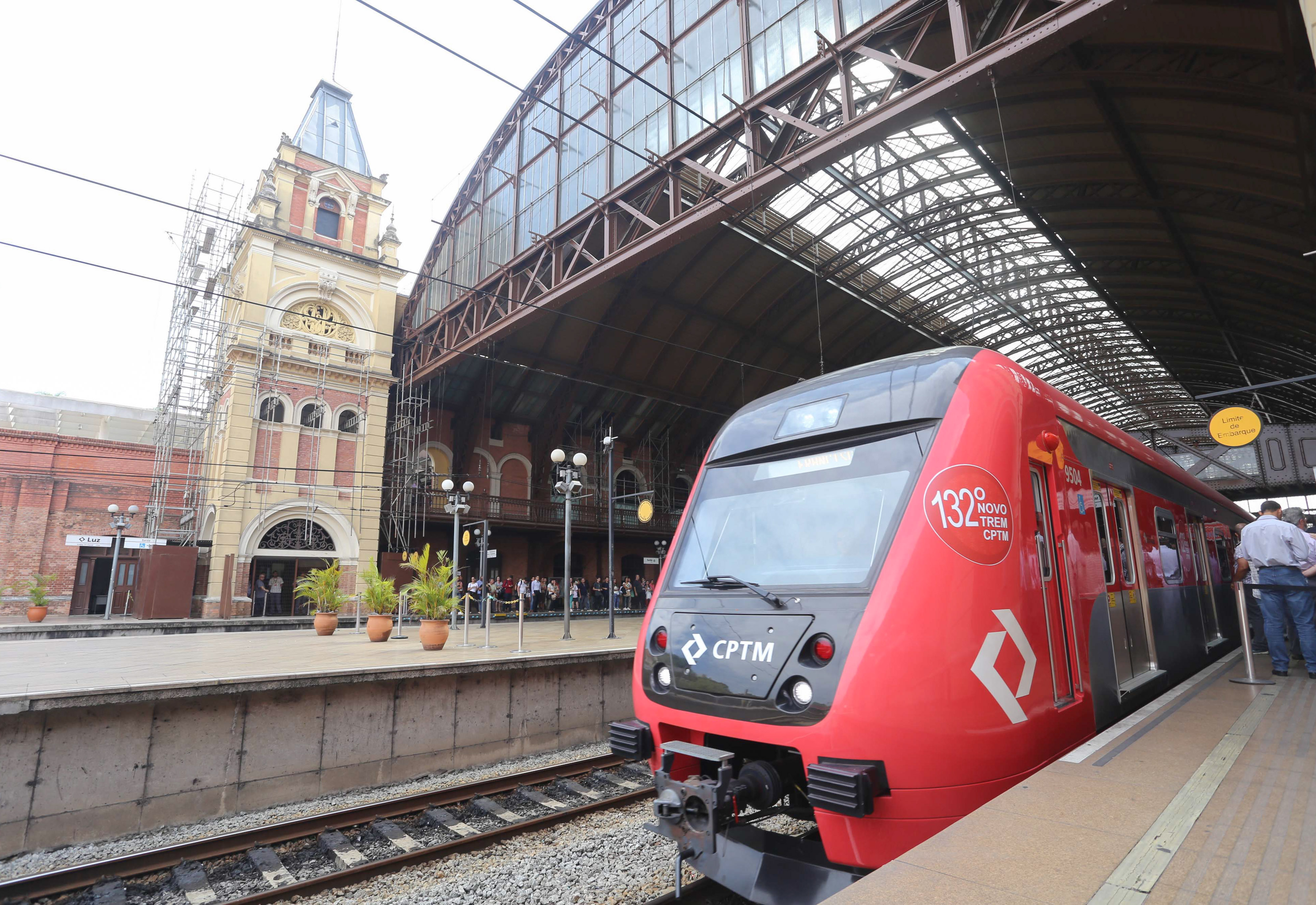
TUE Série 9500
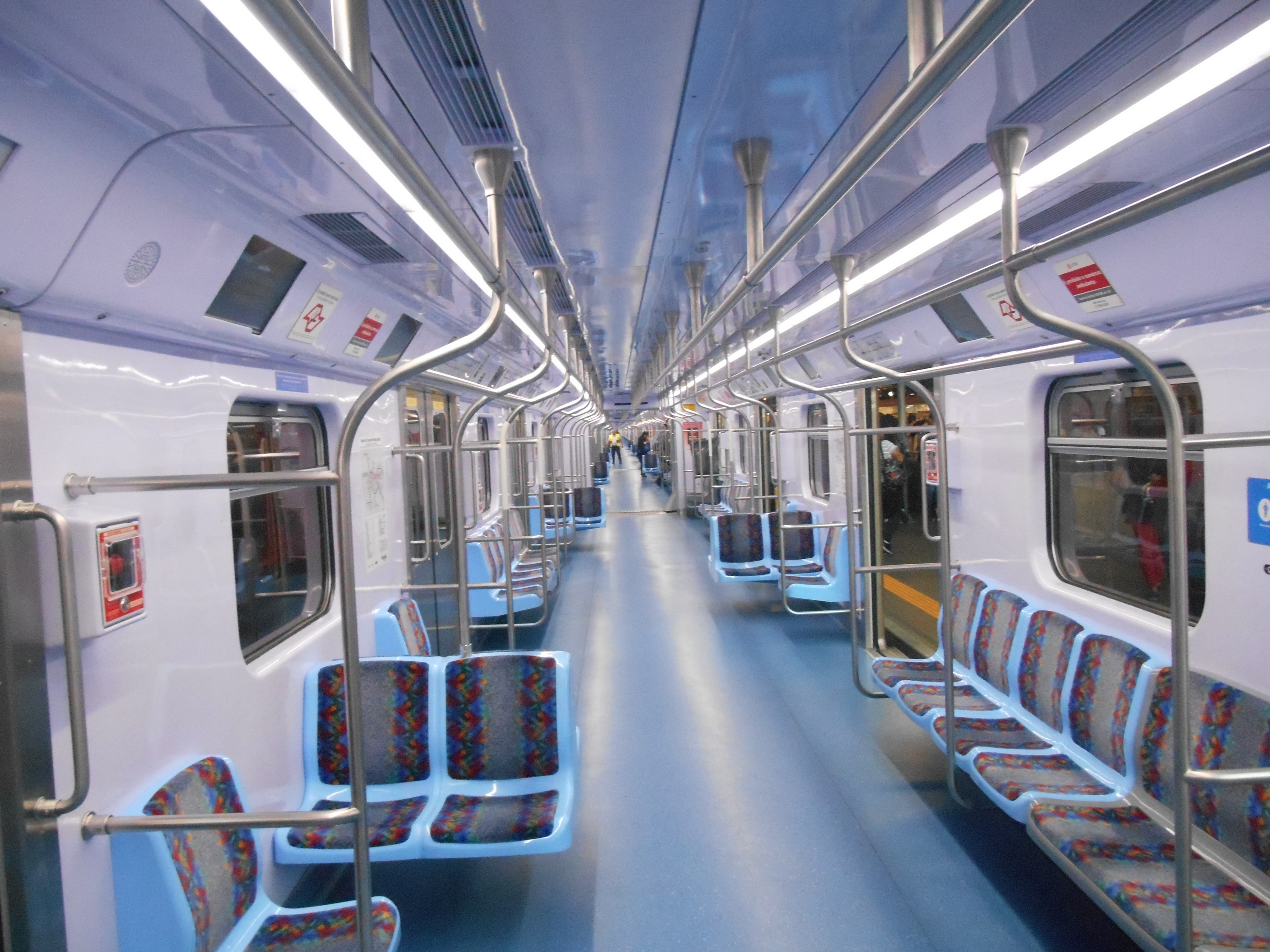
Interior de trem da série 9500
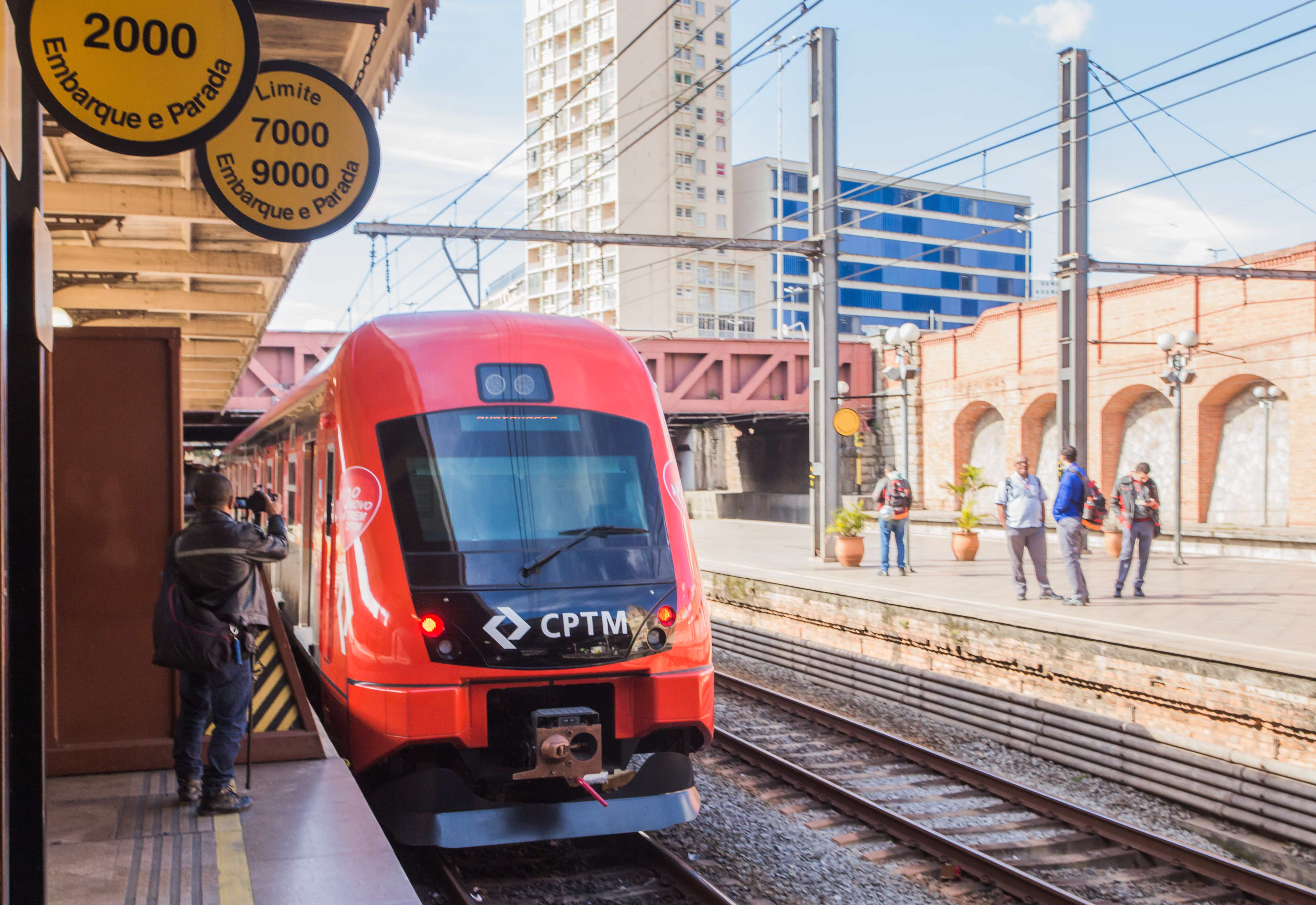
Trem - 8500
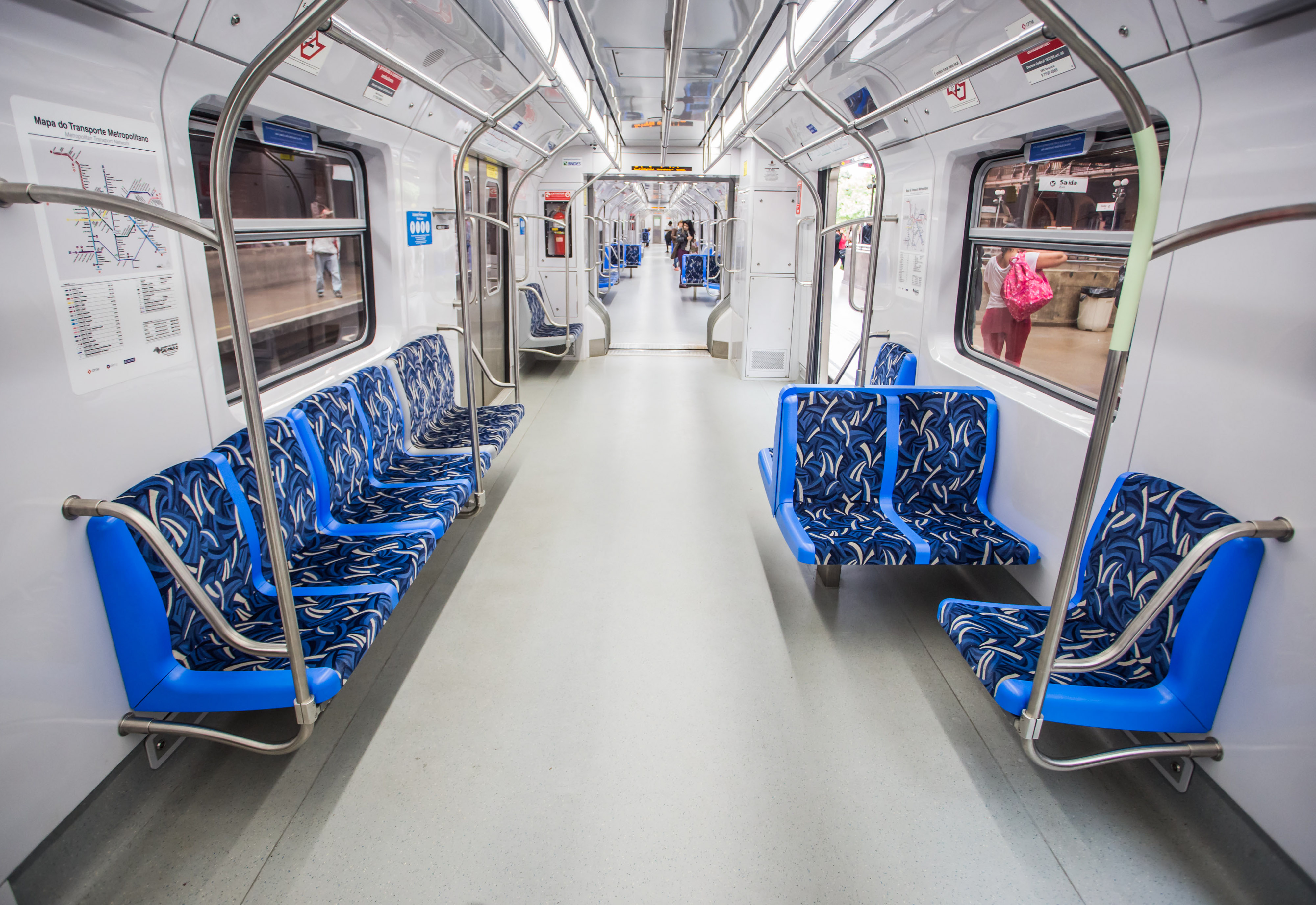
Interior - Série 8500
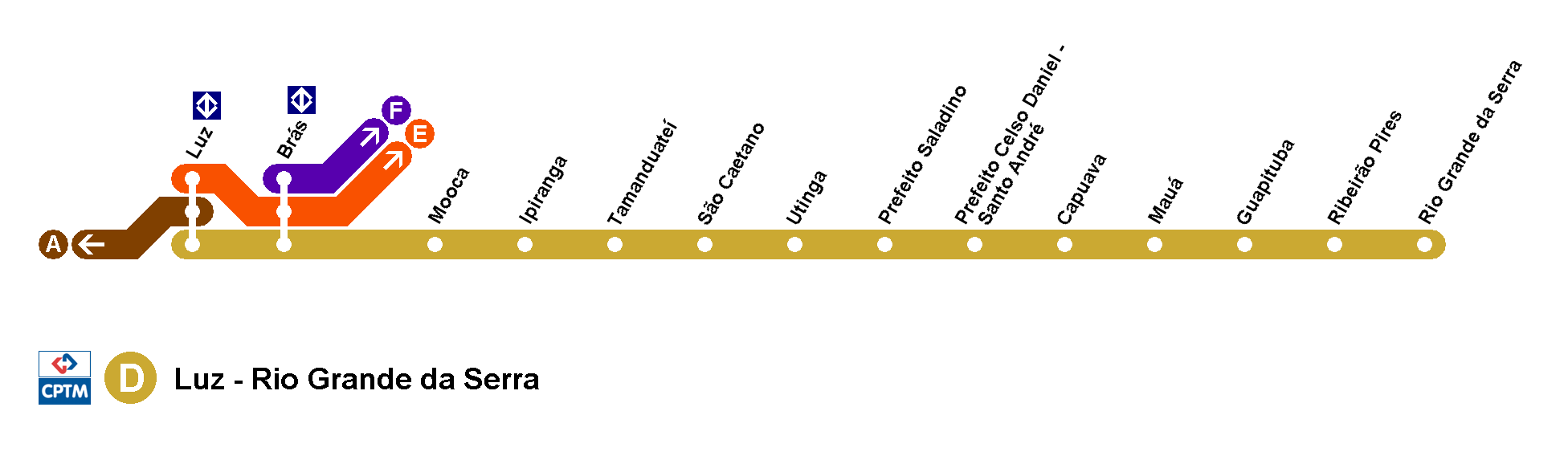
Identificação visual anterior da linha no trecho entre Luz-Rio Grande da Serra, usada até 2008